# Epipocus mixtecus
Epipocus mixtecus är en skalbaggsart som beskrevs av Strohecker 1977. Epipocus mixtecus ingår i släktet Epipocus och familjen svampbaggar. Inga underarter finns listade i Catalogue of Life.